# Gianni Rizzo
Gianni Rizzo (eigentlich Giovanni Rizzo, * 5. April 1924 in Brindisi, Apulien; † 4. Februar 1992 in Rom) war ein italienischer Schauspieler.

## Leben
Rizzo zog nach seinem Schulabschluss und einer Ausbildung als Lehrer nach Rom, um Schauspieler zu werden. Sein erster Film Macario contro Zagomar, der aus dem Jahr 1944 datiert, bildete den Auftakt zu einer Karriere als Charakterdarsteller. Dabei war Rizzo mit seiner untersetzten, dicklichen Figur und seinem zum Spöttischen neigenden Gesichtsausdruck prädestiniert für Rollen als zynische Gouverneure in Abenteuerfilmen, korrupte Senatoren in Sandalenfilmen oder mächtigen Auftraggebern und hinterlistigen Bankmanagern in Agentenfilmen und Italowestern. Seinen letzten Auftritt hatte er in Der Name der Rose. Vereinzelt hatte er Gelegenheit, in künstlerisch anspruchsvollen Filmen von Roberto Rossellini, Pier Paolo Pasolini, Alberto Bevilacqua und Pietro Germi seinem Rollenklischee zu entkommen. Eine lebenslange professionelle Zusammenarbeit verband ihn mit dem Regisseur Gianfranco Parolini; so war er in allen Filmen in dessen Sabata-Trilogie zu sehen.
Neben seiner Filmkarriere war Rizzo auch in zahlreichen Fernseharbeiten zu sehen.

## Filmografie (Auswahl)
- 1949: Nur Du bist mein Traum (Al diavolo la celebrità)
- 1954: Die Liebe vom Zigeuner stammt (Carmen proibità)
- 1957: Der Korsar vom roten Halbmond (Il corsaro della mezzaluna)
- 1959: Der Sohn des roten Korsaren (La scimitarra del Saraceno)
- 1959: Judith – Das Schwert der Rache (Giuditta e Oloferne)
- 1961: Herkules, der Held von Karthago (La vendetta di Ursus)
- 1962: Sklaven der Semiramis (Io, Semiramide)
- 1962: Zorros Heimkehr und Rache (Zorro alla corte di Spagna)
- 1963: Die Revolte der Gladiatoren (I dieci gladiatori)
- 1964: Die Diamantenhölle am Mekong
- 1965: Die Chance ist gleich Null (Agente Z 55 missione disperata)
- 1967: Der Chef schickt seinen besten Mann (Requiem per un agente segreto)
- 1967: Fünf gegen Casablanca (Attentato ai tre grandi)
- 1967: Lotosblüten für Miss Quon
- 1967: Perry Rhodan – SOS aus dem Weltall (4… 3… 2… 1… morte)
- 1967: Von Angesicht zu Angesicht (Faccia a faccia)
- 1967: Warteliste zur Hölle (Anonima de asesinos)
- 1968: Lauf um dein Leben (Corri uomo corri)
- 1968: Sartana – Bete um Deinen Tod (…Se incontri Sartana prega per la tua morte)
- 1969: Sabata (Ehi amico… c'è Sabata, hai chiuso!)
- 1970: Adios, Sabata (Indio Black, sai che ti dico: Sei un gran figlio di…)
- 1970: La Califfa
- 1971: Decameron (Il Decameron)
- 1971: Sabata kehrt zurück (È tornato Sabata… hai chiuso un'altra volta)
- 1972: Decamerone – Abenteuer der Wollust (Decameron n. 2… Le altre novelle del Boccaccio…)
- 1975: Der Tomatenkrieg (Antonio e Placido - Attenti ragazzi… chi rompe paga)
- 1978: Agenten kennen keine Tränen (A chi tocca, tocca…!)
- 1984: Ab in den Knast (Tutti dentro)
- 1986: Der Name der Rose